# Parafia św. Michała Archanioła w Białej Podlaskiej
Parafia św. Michała Archanioła w Białej Podlaskiej – parafia rzymskokatolicka w Białej Podlaskiej, znajdująca się w diecezji siedleckiej.
Parafia powstała 8 lipca 2004 roku z części parafii św. Anny i Narodzenia NMP.
Od 2017 roku, jako votum wdzięczności dla naszego patrona, budowana jest nowa świątynia. W tym dziele pomagają również parafianie, fizycznie jako robotnicy oraz jako sponsorzy. 